# Epilepsialarm
Epilepsialarmer er et hjælpemiddel der registrerer, hvis der opstår et epilepsianfald. Alarmen kan tilkalde omsorgspersoner via lyd, personsøger, telefonopkald, sms og lignende.
Nogle typer af epilepsianfald kommer til udtrykt som rytmiske gentagne kramper. Disse krampebevægelser er nogenlunde ens fra anfald til anfald, og en algoritme genkender bevægelserne som et et anfald.
Alarmerne måler på musklernes bevægelser og derfor er det primært tonisk-kloniske epilepsianfald der kan registreres. Epileptiske anfald der ikke giver udslag som gentagne muskelkramper, kan ikke registreres. Der er dog eksperimentelle modeller der har vist resultater indenfor myoklonier og toniske anfald.

## Epilepsialarmens rolle som hjælpemiddel
Epilepsialarmen bruges som hjælpemiddel både i private hjem, i offentlige institutioner og specialiserede epilepsihospitaler. De bruges både som tryghedsskabende overvågning, og med henblik på at kunne yde hurtig hjælp ved længerevarende farlige anfald såsom Status Epilepticus og SUDEP (Sudden unexpected death in epilepsy).
Kommunen kan bevilge en alarm som et hjælpemiddel efter servicelovens §112. Kommunen vil vurderer om hjælpemidlet afhjælper de varige følger af en nedsat funktionsevne. Hjælpemidlet skal også medvirke til, at borgeren får mulighed for at føre en så normal og selvstændig tilværelse som muligt, og i størst mulig grad gøre den pågældende uafhængig af andres bistand i dagligdagen. 
Patienter og pårørende kan få uvildig vejledning af  Epilepsiforeningen.

## Forskellige typer af sensorteknologi
De eksisterede epilepsialarmer måler på kramper, men der er variation over hvordan alarmer måler kroppens bevægelser.

### Accelerometer-baserede alarmer
Den mest benyttede form for sensor er et accelerometer, som placeres på kroppen. Hvis alarmen skal bæres på armen, benyttes et 3-dimensionelt accelerometer. Denne type epilepsialarmer bruger bevægelsesretning og hastighed til at fastslå om der er opstået et epilepsianfald.
Accelerometre kan både bæres på kroppen, som et armbåndsur, eller kan fastgøres til en seng, for at overvåge epilepsianfald om natten.

### Piezoelektrisk effekt
Denne typer alarmer benytter en flad måtte, der via den piezoelektriske effekt, kan påvirkes af mekaniske tryk og bevægelser. Måtten placeres på sengen lagen, og måler på kroppen bevægelser under søvn. 
Piezoelektriske sensorer bruges kun som sengealarm.

### Elektromyografi (EMG)
Sensorer baseret på elektromyografi, måler ikke bevægelsers retning og hastig, men måler på selve musklerne aktivitet. Disse alarmer er også bærbare, med i modsætning til accelerometer-sensorer, som EMG sensor have direkte kontakt med huden gennet et særligt plaster.

## Kliniske test af Epilepsialarmer
Der er foretaget adskillige kliniske test af epilepsialarmer. En af de første kliniske test, udgivet i 2007, viste en meget begrænset effektivitet, hvor ca. 3 ud af 10 anfald blev opdaget korrekt. Test med nye typer af epilepsialarmer, viser at der kan opnås en effektivitet på ca. 9 ud af 10 korrekt opdagede anfald.  Dette fund blev bekræftet af en undersøgelse af 71 langtidsbrugere (median 15 måneders brug). Denne test vurderer også at epilepsialarmen opfanger 9 ud af 10 anfald.
| Studie          | Antal Patienter | Anfald under test | Registrerede anfald ud af faktiske anfald |
| --------------- | --------------- | ----------------- | ----------------------------------------- |
| Armbåndsalarmer |                 |                   |                                           |
| Beniczky 2013   | 73              | 39                | 91%                                       |
| Lockman 2011    | 40              | 8                 | 88%                                       |
| Patterson 2015  | 41              | 51                | 31%                                       |
| Sengealarmer    |                 |                   |                                           |
| Poppel 2013     | 45              | 29                | 79%                                       |
| Arends 2017a    | 28              | 289               | 14%                                       |